# Ave Fénix
Ave Fénix é uma telenovela mexicana, produzida pela Televisa e exibida em 1986 pelo El Canal de las Estrellas.

## Sinopse
Mauro é um ancião empresario dono de uma importante empresa internacional, Astro. Vive em uma luxuosa casa em Las Lomas com seus três sobrinhos: Paulina, Roberto y Enrique. Mauro descobre que sua empresa está em quebra e para não prejudicar a seus sobrinhos, os abandona e se converte em porteiro. Vai viver em uma vizinhança onde conhece a Julia e Daniel, duas crianças que são filhos de Rogelio,  recente viúvo que se dedica a roubar a companhia do delinquente El Gordo. Mauro lhes toma carinho a ambos e no transcorrer da historia, reconstruirá sua fortuna. Enquanto isso,, Paulina vendo-se na pobreza se casa com Arturo, um jovem dominado por sua mãe a quem não ama. Mas depois de muitas desgraças encontrará o amor em Gerardo.

## Elenco
- Rafael Baledón - Mauro
- Laura Flores - Paulina
- Martín Cortés - Gerardo
- Edgardo Gazcón - Roberto
- Juan Antonio Edwards - Arturo
- Roberto Montiel - Enrique
- July Furlong - Cristina
- Carlos Ignacio - Rogelio
- Paty Thomas - Elsa
- Luis Mario Quiroz - Daniel
- Ayerim de la Peña - Julia
- Porfirio Bas - Pedro
- Raúl Meraz - Mr. Jackson
- Irlanda Mora - Leticia
- Lilia Michel - Deborah
- Carlos Poulliot - Hans
- Carmen Delgado - Irma
- Alberto Inzúa - Pablo
- Ernesto Yáñez - El Gordo
- José Zambrano - Adrián
- Claudia Inchaurregui - Betty
- Manolita Saval - Celia